# Kim Woo-jin
Kim Woo-jin (n. 20 iunie 1992, Okcheon County⁠(d), Chungcheong de Nord, Coreea de Sud) este un arcaș ce a reprezentat Coreea de Sud, medaliat olimpic. A participat la 3 ediții ale Jocurilor Olimpice (2016, 2020, 2024) în care a câștigat 5 medalii de aur.